# Kongkrailas United FC
Der Kongkrailas United Football Club (thailändisch สโมสรฟุตบอลกงไกรลาศ ยูไนเต็ด) ist ein thailändischer Fußballverein aus Sukhothai.

## Erfolge
- Thailand Amateur League: 2022  ▲

## Geschichte
Der Verein wurde 2022 gegründet. In seiner ersten Saison spielte er in der vierten Liga. Gleich im ersten Jahr seines Bestehens schaffte der Verein den Aufstieg in die dritte Liga. Hier trat man in der Northern Region an. In seiner ersten Drittligasaison belegte man den elften Tabellenplatz. 2022/24 wurde man Tabellensiebter. Im Sommer 2024 erhielt der Verein keine Lizenz für die dritte Liga.

## Stadion

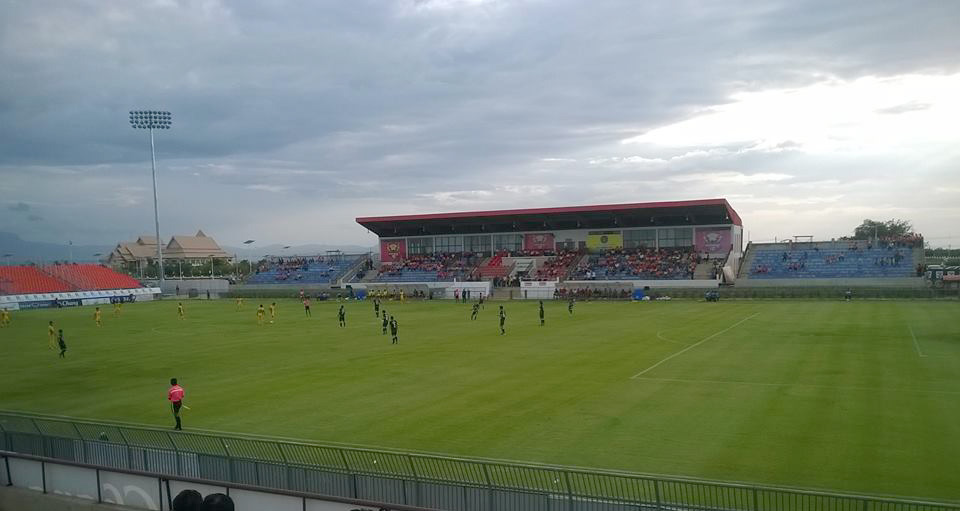
Thung Thalay Luang Stadium

Der Verein trägt seine Heimspiele im Thung Thalay Luang Stadium (thailändisch สนามฟุตบอลทะเลหลวง) aus. Das Stadion befindet sich in Ban Kluai in der Provinz Sukhothai und hat ein Fassungsvermögen von 8000 Personen. Eigentümer des Stadions ist die Sukhothai Provincial Administration Organization.

## Saisonplatzierung
| Saison  | Liga                    | Liga  | Liga   | Liga | Liga | Liga | Liga  | Liga   | Liga     | Pokal  | Pokal                  | Pokal                  |
| Saison  | Liga                    | Level | Spiele | S    | U    | N    | Tore  | Punkte | Position | FA Cup | Thai League Cup        | Thai League 3 Cup      |
| ------- | ----------------------- | ----- | ------ | ---- | ---- | ---- | ----- | ------ | -------- | ------ | ---------------------- | ---------------------- |
| 2022    | Thailand Amateur League | 4     |        |      |      |      |       |        | ▲        | –      | –                      |                        |
| 2022/23 | Thai League 3 – North   | 3     | 22     | 3    | 5    | 14   | 15:39 | 14     | 11.      | –      | 1. Qualifikationsrunde |                        |
| 2023/24 | Thai League 3 – North   | 3     | 20     | 6    | 4    | 10   | 29:45 | 22     | 7.       | –      | 1. Qualifikationsrunde | 2. Qualifikationsrunde |

## Beste Torschützen seit 2022
| Saison  | Name                | Tore |
| ------- | ------------------- | ---- |
| 2022/23 | Chainarong Samuttha | 4    |
| 2023/24 | Kunburus Sounses    | 15   |
| 2024/25 |                     |      |

## Aktueller Kader
Stand: 10. Februar 2024
| Nr. |           | Position | Name                        |
| --- | --------- | -------- | --------------------------- |
| 2   | Thailand  | AB       | Samerpak Srinon             |
| 5   | Thailand  | MF       | Sumet Phonbamrung           |
| 6   | Thailand  | MF       | Jetsada Cheendaung          |
| 7   | Thailand  | MF       | Phuriwat Thongchai          |
| 8   | Korea Sud | ST       | Choi Min-suk                |
| 9   | Thailand  | ST       | Sathaphon Chueachan         |
| 10  | Thailand  | ST       | Kunburus Sounses            |
| 11  | Brasilien | ST       | Mateus Antonio Ferraboli    |
| 12  | Thailand  | AB       | Tanut Ruengklan             |
| 13  | Brasilien | MF       | Victor Luis Ferreira Cabral |
| 14  | Thailand  | MF       | Chaipat Cheamsirijan        |
| 15  | Thailand  | AB       | Natthaphon Puangtapitim     |
| 17  | Thailand  | AB       | Wiroch Manoi                |
| 18  | Thailand  | AB       | Thanawat Ruamrua            |
| 21  | Thailand  | MF       | Thodsawat Aunkongrat        |

| Nr. |          | Position | Name                     |
| --- | -------- | -------- | ------------------------ |
| 22  | Thailand | MF       | Harinut Weerakinjphanich |
| 23  | Thailand | MF       | Anucha Choimee           |
| 24  | Thailand | AB       | Anantasit Boonin         |
| 29  | Thailand | MF       | Rattanachai Nualkham     |
| 30  | Thailand | TW       | Wisanu Aunmuang          |
| 31  | Thailand | TW       | Thanakon Phomilbut       |
| 32  | Thailand | MF       | Sitthidet Tonodthong     |
| 33  | Thailand | MF       | Jedsadapkan Bunnak       |
| 36  | Thailand | AB       | Theerapan Chanhom        |
| 39  | Thailand | AB       | Thitikarn Rueangsuksud   |
| 46  | Thailand | AB       | Anucha Fansai            |
| 49  | Thailand | MF       | Natthawut Phakdi         |
| 71  | Thailand | TW       | Supachai Muangsawan      |
| 77  | Thailand | MF       | Thanakon Morasee         |